# Ранковце (округ Кошиці-околиця)
Ранковце (словац. Rankovce) — село в окрузі Кошиці-околиця Кошицького краю Словаччини. Площа села 14,84 км². Станом на 31 грудня 2016 року в селі проживало 857 жителів.

## Історія
Перші згадки про село датуються 1332 роком.

## Географія
Протікає Ранковський потік.

## Населення
| Рік:            | 1994. | 2004.    | 2014.    | 2024.    |
| --------------- | ----- | -------- | -------- | -------- |
| Кількість осіб: | 491   | 599      | 791      | 1070     |
| Різниця:        |       | +21,99 % | +32,05 % | +35,27 % |

| Рік:            | 2023. | 2024.   |
| --------------- | ----- | ------- |
| Кількість осіб: | 1043  | 1070    |
| Різниця:        |       | +2,58 % |